# Slatina
Slatina (rumænsk udtale:[ˈslatina], bulgarsk: Слатина) er administrativt center i distriktet Olt  i det sydlige Rumænien.  Den ligger ved den østlige bred af floden Olt,  i den historiske region Muntenien. Slatina har 63.487(2021) indbyggere, men byområdet, der er et vigtigt industrielt centrum. har omkring 85.000 indbyggere. 
Den fransk-rumænske skuespilforfatter Eugène Ionesco blev født i byen.

## Historie
Byen Slatina blev første gang nævnt den 20. januar 1368 i et officielt dokument udstedt af Vladislav 1. af Valakiet, fyrste af Valakiet. I dokumentet stod der, at købmænd fra den transsylvanske by Brașov ikke skulle betale told, når de passerede gennem Slatina. Ordet Slatina er af slavisk oprindelse og betyder "mose, sump, vandfyldt slette'".